# Park im. Fryderyka Chopina
Park im. Fryderyka Chopina – park w Gliwicach, położony na terenie dzielnicy Śródmieście.

## Obszar
Park Chopina znajduje się w centrum Gliwic, na terenie dzielnicy Śródmieście. Jego granice wyznaczają:
- od północnego wschodu Drogowa Trasa Średnicowa.
- od południowego wschodu ulica generała Leona Berbeckiego.
- od południowego zachodu ulica Henryka Sienkiewicza.
- od północnego zachodu Regionalny Zarząd Gospodarki Wodnej w Gliwicach

Cały park otoczony jest przez stalowy płot oraz żywopłot. Można się do niego dostać przez 6 bram znajdujących się na wschodzie, zachodzie i południu. W jego środkowej części znajduje się Palmiarnia. W XIX wieku park znajdował się pomiędzy Kłodnicą a Kanałem Kłodnickim.
Park ma powierzchnię 5,874554 ha, ale w XIX wieku liczył jeszcze 8 hektarów.

## Drzewostan
W XIX wieku w parku występowały świerki, modrzewie, klony, kasztanowce, lipy, dęby, jesiony, robinie i rododendrony. Obecnie w parku występują dęby, klony, topole, lipy, kasztanowce. Na terenie parku występują też egzotyczne okazy roślin.

## Pomniki przyrody
- Dąb szypułkowy (Quercus robur) - obwód 428 cm, wiek ok. 250 lat[4].

## Historia
Historia parku pomiędzy Kłodnicą a Kanałem Gliwickim sięga 1880 roku. 
W latach 1810–1910 populacja Gliwic wzrosła 22-krotnie (1810: 2 990, 1910: 66 981), a miasto wchłaniało tereny podmiejskie. W związku z tym drugiej połowie XIX wieku rozwój Gliwic oparto o koncepcję „miasta-ogrodu” – rejony zamieszkane miały być usytuowane wśród zieleni. Istotną rolę w tych planach odgrywała Palmiarnia Miejska i Las Miejski.
W 1900 roku park został rozbudowany, a w jego głębi został wybudowany Domek Ogrodnika. W 1901 roku została w nim wybudowana pierwsza fontanna. W 1904 roku ze względów bezpieczeństwa wprowadzono w nim godzinę policyjną. W 1945 roku został on zniszczony, otwarty został dopiero w 1948 roku. W latach 1995–6 przeprowadzono inwentaryzację zieleni w parku, obejmującą m.in. wycinkę dzikich drzew oraz ochronę szczególnie cennych okazów.

## Palmiarnia Miejska
Historia palmiarni sięga 1880 roku, kiedy zbudowano pierwsze pawilony z egzotycznymi roślinami. W sierpniu 1925 roku została ona w znacznym stopniu rozbudowana. W następnych latach nastąpił jej dalszy rozwój; w tym samym roku zbudowana w niej pierwszy na Śląsku basen dla wiktorii królewskiej, a 4 lata później sprowadzono do niej małpy oraz egzotyczne papugi. W latach 1934–5 dobudowano do niej nowe hale szklarniowe. Przed II wojną światową miała już ona 4 pawilony i 8 000 okazów. Po wkroczeniu Armii Czerwonej do Gliwic została ona zdewastowana.
W 2012 roku palmiarnia zyskała dwa pawilony akwarystyczne.

## Rzeźby i pomniki
Lew śpiący
Pomnik odsłonięty w 1849 roku, zdemontowany po 1944 roku.
Rzeźby lwy leżące
Zostały zaprojektowane przez J. G. Schadowa i znajdują się przy wejściu do Palmiarni Miejskiej.
Pomnik ofiar wojen i totalitaryzmu
Pomnik autorstwa Krzysztofa Nitscha powstał w 2001 roku i upamiętnia ofiary gliwickich wojen i totalitaryzmów.
Pomnik Fryderyka Chopina
Został wykonany z brązu i granitu, o odsłonięto go 16 czerwca 1949 r.
Pomnik ułanów
Nieistniejący obecnie pomnik ułanów został odsłonięty 13 czerwca 1926 roku, a został wykonany według projektu Hansa Huberta Dietzsch-Sachsenhausena. Upamiętniał on 2. Królewski Pułk Ułanów. W 1945 roku na jego miejscu powstał pomnik Chopina.

## Szlaki turystyczne
- Szlak Krawędziowy GOP – jego gliwicka część zaczyna się na dworcu kolejowym, przechodzi przez Park Chopina, Rynek i Park Bolesława Chrobrego, a następnie kończy się w Sośnicy[15].